# 小桃园清真寺
小桃园清真寺是上海市的一所清真寺，位于小桃园街。亦称清真西寺、上海西城回教堂，俗名叫做“西寺”。其外墙红色，有圆形的穹顶。2014年，旧址入选上海市文物保护单位。

## 历史
小桃园清真寺的建成和一位虔诚的穆斯林金子云有关。金子云是江苏省南京市人，回族。当年，他随父亲来到上海后，成为实业家。1931年九一八事变后，他断绝与日商往来，改为从四川等地贩运牛皮，销往欧洲，也获得较丰厚的利润。以前这里确实有过一大片桃花林，那是金子云的私家花园。1917年，金子云出资1.2万余银元，购入南市西仓桥街117号，占地2.4亩的潘姓绅士的花园住宅，捐作清真寺。六年后，金子云又拿出一万元银元，并请建筑设计单位绘就具有阿拉伯建筑风格的图纸，送请清真董事会协助办理恰当的改建工程。他的建议受到广大穆斯林的拥护和赞助。工程历时3年，于1925年建成。新建成的小桃园清真寺为阿拉伯建筑风格与中国传统建筑风格合璧的建筑。

## 建筑
清真寺北向大门为拱形花格铁门，上面门额嵌金色“清真寺”三字。门头横嵌着《古兰经》经文一节：“真主所喜悦的宗教，确是伊斯兰教。”建筑东立面设塔什干柱式门廊，尖拱门窗，屋顶中央与四角设阿拉伯式拱形圆顶，中央大穹顶上筑有望月亭。望月亭穹形亭顶之上竖有高耸入云的星月杆，成为伊斯兰教寺院的重要标志。
大门内有一个长方形的宽敞庭院。庭院西侧是具有伊斯兰教建筑风格的两层正方形礼拜大殿其大跨拱顶结构为国内伊斯兰教建筑中所罕见。楼下为净高4.7米的正殿，楼上为净高5.7米的二殿，可同时接纳穆斯林1000人参加礼拜。底层门额悬着刻有“显扬正教”四字的一方匾额，门间镶有两块红木阿拉伯经文对联，上额砌有《古兰经》文一节。在底层和上层之间的西侧，留有一长形缺口，围以铜质栏杆。当时无传音设备，教长率众礼拜，在底层朗诵《古兰经》时，通过此缺口，上层人士也能听到。
大殿有3扇宽敞的大殿正门，12扇各配有25块花纹的玻璃钢窗，4根八角圆柱，中央挂有吊灯，大门之间镶有红木的阿拉伯文对联。大殿的屋顶部分为石子浇灌的平台，平台中央便是四角形望月亭。殿顶平台，正中有穹隆大圆顶口，上层人士也能听到。殿下底层架空深两米，以防潮，防蛀，防变形。大殿顶上中央便是望月亭，四角还有4座阿拉伯式的拱形圆顶小亭，内各制石方台一块，长凳4条，专供虔诚的穆斯林在此诵念《古兰经》和休息之用。
庭院东侧，是一幢中式厅堂结构的3层楼房。2、3层现为图书室、阅览室，里面藏着中外各种版本的《古兰经》。